# Eybakābād
Eybakābād (persiska: ايبك آباد) är en ort i Iran.   Den ligger i provinsen Markazi, i den centrala delen av landet, 230 km sydväst om huvudstaden Teheran. Eybakābād ligger 1 670 meter över havet och antalet invånare är 728.
Terrängen runt Eybakābād är en högslätt, och sluttar österut.Runt Eybakābād är det ganska tätbefolkat, med 120 invånare per kvadratkilometer. Närmaste större samhälle är Arak, 17,7 km söder om Eybakābād. Trakten runt Eybakābād består i huvudsak av gräsmarker.